# Jaromír Weinberger
Jaromír Weinberger, češko - ameriški skladatelj, * 8. januar 1896, Praga, Češka, † 8. avgust 1967, St. Petersburg, Florida, ZDA. 

## Življenje
Glasbo je študiral na Praškem konservatoriju, leta 1922 pa je prvič prišel v ZDA. Kasneje je živel razpet med Bratislavo, Dunajem in ZDA. Zaradi židovskega porekla se je umaknil pred nacisti v New York, nato v Ohio, za stalno pa se je naselil na Floridi, ko je leta 1948 pridobil ameriško državljanstvo.

## Delo
Njegovo najpomembnejše in najbolj znano delo je opera v dveh dejanjih Švanda dudak, ki je bila krstno uprizorjena 27. aprila 1927 v Pragi. Na odru Ljubljanske opere je bila opera prvič uprizorjena že 5. oktobra 1929, v času direktorovanja Mirka Poliča.
Sedem let kasneje, tj. 1936 so v Ljubljani uprizorili še njegovo opereto Apropo, kaj dela Andula.